# Gustav Humser
Gustav Adolph Humser (* 26. April 1836 in Frankfurt am Main; † 5. Mai 1918 ebenda) war ein deutscher Jurist und Politiker.

## Leben
Humser war der Sohn des Handelsmannes Wilhelm Heinrich Humser und dessen Ehefrau Marie Adelheid geborene Spieß. Er studierte nach dem Besuch eines Frankfurter Gymnasiums Rechtswissenschaften in Heidelberg, Berlin und Göttingen. Während seines Studiums war er 1856 einer der Gründer der Burschenschaft Allemannia Heidelberg. 1859 wurde er in Heidelberg zum Dr. iur. promoviert. Nach seinen Examina und Referendariat wurde er 1860 Advokat in Frankfurt am Main. Er wurde auch Notar und war als Rechtskonsulent des Waisenhauses und als Senior der Frankfurter Anwaltschaft tätig. Für die Nationalliberale Partei war er von 1873 bis 1908 Stadtverordneter in Frankfurt. In dieser Zeit war er 1877 stellvertretender Schriftführer, dann bis 1880 stellvertretender Vorsitzender und dann bis 1904 Vorsitzender der Frankfurter Stadtverordnetenversammlung. Von 1886 bis 1917 war für den Wahlkreis Stadtkreis Frankfurt Abgeordneter im Nassauischen Kommunallandtag in Wiesbaden. Dort war er von 1899 bis 1917 Vorsitzender des Kommunallandtags und von 1900 bis 1913 Vizepräsident des Provinziallandtags der Provinz Hessen-Nassau. 1886 bis 1913 war er Mitglied des Landesausschusses. 1886 wurde er Justizrat, 1901 Geheimer Justizrat. In Frankfurt-Nordend ist die Humserstraße nach ihm benannt.
Er heiratete am 2. Juli 1868 in Frankfurt am Main Anna Katherine Luise Wilhelmine Franziska May (1848–1880), die Tochter des Kaufmanns Eduard Georg May. Ihre Tochter Elisabeth (Else) war mit Herbert von Meister verheiratet. Die Tochter Anna Maria (1876–1974) heiratete den Bankier Moritz von Metzler. Der Sohn Wilhelm (1870–1938) wurde Königlich Preußußischer Major i. G.